# Star Ocean: The Second Story
Pour les articles homonymes, voir Star Ocean.
Star Ocean: The Second Story est un jeu vidéo de type Action RPG développé par tri-Ace et édité par Enix. Il est sorti sur PlayStation en 1998. Il constitue le deuxième épisode de la série Star Ocean.
Une version remastérisée, titrée Star Ocean: The Second Evolution, est sortie sur PlayStation Portable en 2008 au Japon, puis en 2009 en Amérique du Nord et en Europe.
L'histoire se déroule vingt ans après le premier opus, Star Ocean. Le jeu est traduit en français dans sa version européenne.

## Synopsis
Téléporté par erreur sur une planète au bord du chaos, le jeune Claude va devoir trouver un moyen de rentrer chez lui tout en venant en aide aux autochtones. Les joueurs auront le choix entre deux personnages au début de l'aventure (Claude ou Rena) et une dizaine de compagnons seront disponibles au cours de l'aventure afin de former des équipes efficaces ou d'obtenir toutes sortes d'objets.

## Système de jeu
Le jeu donne au joueur le choix de jouer avec Claude ou Rena, le voyage évoluant et se terminant différemment selon les choix que l'on fait.
Le gameplay de Second Story est globalement similaire à celui de la plupart des RPG.
Le joueur va d'une ville à l'autre et de donjon en donjon et suit l'histoire centrale et se ramifie de temps en temps pour effectuer des quêtes secondaires.
Les personnages gagnent des points d'expérience au fil des batailles, devenant de plus en plus forts à mesure que le temps passe et que de nouveaux combats se déroulent, les batailles sont aléatoires.
Cependant, le jeu est membre de la franchise Star Ocean et, en tant que tel, présente différents écarts par rapport au format RPG standard. 
Les batailles sont beaucoup plus axées sur l'action : elles se déroulent en temps réel, au cours desquelles le joueur contrôle manuellement son personnage.
Les batailles se déroulent sur un champ de bataille large, sur lequel le personnage du joueur peut se déplacer sans limite, ce qui leur permet d'échanger des coups face à face avec l'ennemi ou d'effectuer une attaque de flan.
Les autres membres du groupe (jusqu'à trois autres) sont contrôlés par l'IA du jeu, le joueur peut modifier la Stratégie d'un allié dans l'une des six options différentes prédéterminées (allant de « garder vos points magiques » à « Rester immobile et Ne rien faire »).

## Accueil
Star Ocean: The Second Story est un succès commercial, 1,09 million exemplaires du jeu sont vendus, dont plus de 700 000 copies au Japon,. Il est le treizième jeu le plus vendu en 1998 au Japon.
Au 30 novembre 2008, la version sur PSP Star Ocean: Second Evolution compte  141 218 exemplaires du jeu vendus au Japon. Star Ocean: Second Evolution figure à la 90e place des jeux les plus vendus au Japon en 2008, et comptabilise 143 434 copies écoulées.

## Postérité
En 2018, la rédaction du site Den of Geek mentionne le jeu en 17e position d'un top 60 des jeux PlayStation sous-estimés : « Bien qu'éclipsé par d'autres titres plus reconnus, Star Ocean: The Second Story est un des meilleurs RPG sur la machine, [et] un des meilleurs de la série. »